# Monte McNaughton
Il Monte McNaughton (in lingua inglese: Mount McNaughton) è una vasta montagna antartica, alta oltre 3.000 m, situata 4 km a sud della Haworth Mesa, nel settore occidentale del Wisconsin Range della catena dei Monti Horlick, nei Monti Transantartici, in Antartide.
Il monte è stato mappato dall'United States Geological Survey (USGS) sulla base di rilevazioni e foto aeree scattate dalla U.S. Navy nel periodo 1960-64.
La denominazione è stata assegnata dall'Advisory Committee on Antarctic Names (US-ACAN), in onore di John T. McNaughton, Assistant Secretary of Defense for International Security Affairs (Sottosegretario di Stato per gli affari di sicurezza internazionali nel Dipartimento della difesa degli Stati Uniti), membro dell'Antarctic Policy Group dal 1965 fino alla sua morte avvenuta nel 1967.